# Holger Windfeld-Hansen
Holger Jacob Windfeld-Hansen (31. marts 1888 i Vejle – 7. december 1967) var en dansk fabrikant og konsul.
Han var søn af konsul, direktør Marius Windfeld-Hansen og hustru f. Christensen, blev uddannet i England ved Manchester University og ved Manchester College of Technology og var bosat i Nordamerika 1909-14.
Hjemme igen blev han direktør for A/S Mogensen & Dessaus Væverier i Odense 1915-29 og var formand for bestyrelsen for og adm. direktør i Windfeld-Hansens Bomuldsspinderi A/S i Vejle fra 1929 til sin død.
Han var Ridder af Dannebrog, norsk vicekonsul for Odense Amt til 1929; nederlandsk vicekonsul i Vejle 1938, medlem af Akademiet for de Tekniske Videnskaber, af bestyrelsen og repræsentantskabet for Danmarks Nationalbank, af bestyrelsen for The International Federation of Cotton and Allied Textile Industries, Manchester og af bestyrelsen for A/S Danske Lloyd, formand for bestyrelsen for Financierings-Akts. af 1941 fra 1941 og for Konsul M. Windfeld-Hansens & Hustrus Legat samt Danmarks repræsentant i International Cotton Advisory Committee, Washington D.C., USA.